# أداء ما وجب من بيان وضع الوضاعين في رجب (كتاب)
أداء ما وجب من بيان وضع الوضاعين في رجب هو كتاب عن بدعة شهر رجب، ألفه الحافظ ابن دحية الكلبي (544 هـ - 633 هـ)، بين المؤلف في كتابه ما ورد في شهر رجب من فضائل، وأنها كلها لا تثبت، وذكر البدع التي أحدثها الناس في هذا الشهر الكريم،  كصلاة الرغائب، وتخصيصه بالصيام، أو العمرة، وغير ذلك من العبادات، وذكر الكلام عن الإسراء والمعراج وأنه لم يصح أن هذه الحادثة كانت في شهر رجب.